# Victor Montagliani
Victor Montagliani, né le 12 septembre 1965, est un dirigeant sportif canadien, président de la CONCACAF (Confédération de football d'Amérique du Nord, d'Amérique centrale et des Caraïbes) depuis 2016.

## Biographie
Diplômé de l'université Simon Fraser, il travaille à Maple Ridge, puis à Vancouver, pour la compagnie d'expertise en sinistres Hogan & Cox. 
En 2005, il devient président de l'Association de soccer de Colombie Britannique. Au cours de son premier mandat, il autorise les joueurs de confession sikhe à porter la patka s'ils le désirent.
Devenu président de l'Association canadienne de soccer en mai 2012, il est ensuite élu à la tête de la CONCACAF, la confédération continentale, en mai 2016. Il est remplacé à la présidence de l'Association canadienne de soccer par Steve Reed en mai 2017.
Vice-président de la FIFA, il est nommé, en septembre 2017, président du Conseil d'administration de FIFA Ticketing AG, la filiale de la FIFA gérant la vente des billets de la coupe du monde.